# Schwesternsammlung Schmerbach
Die Schwesternsammlung Schmerbach war ein Kloster in Schmerbach, einem Stadtteil von Creglingen im Main-Tauber-Kreis in Baden-Württemberg.

## Geschichte
Über das Jahr der Gründung und die Anfänge des Klosters ist nichts bekannt. Das Kloster lag in der Ortsmitte von Schmerbach. Nach unsicherer Überlieferung wurde die örtliche Beginenklause um 1412/14 mit dem Dominikanerinnenkloster Rothenburg ob der Tauber vereinigt, welches bereits im Jahre 1364 den Kirchsatz in Schmerbach erworben hatte.